# Pitersky (huyện)
Huyện Pitersky (tiếng Nga: ? райо́н) là một huyện hành chính tự quản (raion), của Tỉnh Saratov, Nga. Huyện có diện tích 2528 kilômét vuông, dân số thời điểm ngày 1 tháng 1 năm 2000 là 19800 người. Trung tâm của huyện đóng ở Piterka.